# Melanoplus regalis
Melanoplus regalis är en insektsart som först beskrevs av Dodge, G.M. 1876.  Melanoplus regalis ingår i släktet Melanoplus och familjen gräshoppor. Inga underarter finns listade i Catalogue of Life.